# عروة بن حزام
عُرْوَةُ بْنُ حِزَامِ بْنِ مُهَاجِرٍ اَلضِّنِّيُّ (تُوُفِّيَ نحوَ 30 هـ / 650 م) شاعرٌ عربيٌّ، من قبيلة بني عُذْرة، مِن مُتيَّمِي العرب، كان يُحِبُّ عَفراءَ ابنةَ عَمِّة، واشتدَّ عليه العشقُ والغرامُ حتى قتله، فمات عِشقًا؛ لامتناع عمه من تزويجه بها لفقره، عاش في القرن 1 هـ.

## النسب والموطن
هو عُروة بن حِزام بن مُهاصِر وقيل مُهاجِر، ينتسب عروة بن حزام إلى بني ضِنَّة بن عبد بن كبير بن عذرة وبنو عذرة اشتهروا بحبهم وميعانهم في الحب وإليهم نسب الهوى العذري. ويعد الحِجاز موطنًا لعروة.

## السيرة
عُرف عروة بن حزام بغرامة بابنة عمه عفراء العذرية نشأ معها في بيت واحد بعد أن ضمه عمه إلى جناحه واعتنى به حتى أصبح ناضجًا فتقدم لخطبة عفراء فطلب والدها مهرًا باهضًا لم يستطع عروة تحمل تكلفته فقال في شعرٍ له:
ارتحل بعدها عروة إلى عم له قد سكن في "اقليم" اليمن ثم عاد بالمهر المطلوب، إلا أن وجد ابنة عمه قد تزوجت بأموي في الشام فلحق بها وأكرمه زوجها ومكث عنده أيامًا ثم انصرف عائدًا للحجاز فضنى حبًا فمات قبل بلوغ حيه. وقيل أن عروة خرج في عير لأهله فلما تزوجت عفراء حملها زوجها إلى الشام، وأقبل عروة في عيره بتبوك فنظر إلى رفقة مقبلة نحو المدينة فيها امرأة على جمل أحمر، فقال لأصحابه: والله لكأنها شمائل عفراء، فقالوا له: ويحك ما تترك ذكر عفراء على حال من الحال، فلما اقتربت ورآها بقي مبهوتًا لا يحير كلامًا حتى بعدت قافلتها. فقال في ذلك:
وقد ذُكر أمر عروة بن حزام لدى معاوية بن أبي سفيان: فقال: لو علمنا بهذين الكريمين لجمعنا بينهما.

### الشعر
بعد زواج عفراء العذرية، كان عروة بن حزام يأتي مواضع سكنها فيلصق صدره بترابها، فقيل له: يا هذا، اتق الله في نفسك، فيقول إليكم عني ثم ينشد
يذكر ابن منظور في كتاب مختصر تاريخ دمشق أنه بعد رؤيته لقافلة عفراء في تبوك، عاد إلى أهله فأخذه البكاء حتى هزل جسده فقال الناس: إنه مسحور فأحضر أهله طبيبًا من اليمامة يقال له سالم وهو أطب الناس، فقال له عروة: هل عندك للحب من رقية؟ قال: لا والله، فقال عروة ما دوائي إلا شخص مقيم بالبلقاء. ثم أنشد:
وله أيضا:

## الوفاة
توفي عروة بن حزام قبل بلوغ حيّه ودُفن في وادي القرى (قرب المدينة النبوية) عام 30هـ الموافق 650م.

## وصلات خارجية
- عروة بن حزام على موقع بوابة الشعراء.